# Bart Meert
Bart Meert is een Belgisch voetbalcoach die sinds 2022 aan de slag is bij Union Sint-Gillis als assistent-trainer.

## Trainerscarrière
Meert was van 2000 tot 2003 hoofdtrainer van SK Welle, dat in 2003 een fusie aanging met SK Terjoden om SK Terjoden-Welle te worden. Eerder was hij er ook jeugdopleider. Van 2003 tot 2005 was hij hoofdtrainer van Eendracht Grotenberge. Na een passage bij KMSK Deinze als assistent-trainer ging hij in 2006 weer aan de slag als hoofdtrainer, ditmaal bij SV Voorde.
Van 2006 tot 2016 werkte hij bij RSC Anderlecht: aanvankelijk als videoanalist en scout, en vanaf 2014 als T3. Meert werkte bij Anderlecht onder achtereenvolgens Frank Vercauteren, Ariël Jacobs, John van den Brom en Besnik Hasi. Die laatste volgde hij later naar Legia Warschau en Olympiakos Piraeus.
In september 2018 ging hij aan de slag bij KV Kortrijk als assistent-trainer. Hij werd er de opvolger van Wouter Vrancken, die een kleine maand eerder naar KV Mechelen was vertrokken om er hoofdtrainer te worden. Meert werkte er aanvankelijk onder Glen De Boeck, maar werkte later nog onder diens opvolgers Yves Vanderhaeghe, Luka Elsner en Karim Belhocine.
Na het ontslag van Yves Vanderhaeghe bij KV Kortrijk eind januari 2021, nam de assistent twee wedstrijden als interim-hoofdcoach voor zijn rekening. De bekerwedstrijd tegen Lommel SK en de competitiewedstrijd Excel Moeskroen werden alle twee gewonnen door Kortrijk. Na de komst van hoofdcoach Luka Elsner werd Meert terug assistent bij de Kerels.
In 2022 nam Meert na vier jaar afscheid van Kortrijk en ging hij aan de slag bij Union Sint-Gillis, waar hij T2 werd onder hoofdtrainer Karel Geraerts. In het debuutseizoen onder Geraerts greep Union net naast de landstitel, sneuvelde de club na strafschoppen in de halve finale van de Beker van België en stroomde de club door naar de kwartfinale van de Europa League. Na het vertrek van Geraerts in het tussenseizoen bleef Meert ook aan boord onder diens opvolger Alexander Blessin.